# فهد بن سعد بن فيصل آل سعود
الأمير فهد بن سعد بن فيصل آل سعود نائب أمير منطقة القصيم بالمرتبة الممتازة منذ 8 مايو/أيار 2025، المملكة العربية السعودية.كان عضواً في "مجلس الشورى".أسس وأدار عدد من الشركات ذات المسؤولية المحدودة، وشغل عضوية مجلس إدارة "شركة دراية المالية"، وعضوية لجنة الشؤون الأمنية في "مجلس الشورى السعودي".يحمل بكالوريوس في العلوم السياسية من "جامعة الملك سعود".

## التعليم
تلقّى الأمير فهد تعليمه الجامعي في واحدة من أعرق الجامعات السعودية، جامعة الملك سعود، حيث حصل على درجة بكالوريوس في العلوم السياسية من كلية العلوم الإدارية، وهو تخصص يزوده بأدوات تحليل دقيقة لفهم السياق الإداري والسياسي، وإدارة الأزمات، ورسم السياسات العامة بفعالية.

## الخبرات العملية والاقتصادية
رجل أعمال بخبرة ميدانية
لم تقتصر حياة الأمير فهد على المجال الأكاديمي، بل خاض غمار القطاع الخاص وأسس وأدار عددًا من الشركات ذات المسؤولية المحدودة، مما مكّنه من:
- التعرّف على تحديات السوق المحلي
- التعامل مع ديناميكيات الاقتصاد السعودي
- فهم آليات التشغيل والإدارة والتخطيط الاستراتيجي

تلك التجربة العملية زودته بحس واقعي عالٍ في اتخاذ القرار وتحقيق التوازن بين الإمكانيات والطموحات، وهو ما يُعد من أبرز المهارات المطلوبة في المناصب التنفيذية العليا. 

## عضويته في مجلس الشورى السعودي

### ملفات أمنية ورؤية استراتيجية
في 16 نوفمبر 2020م، تم تعيين الأمير فهد عضوًا في مجلس الشورى السعودي، وهي تجربة ثرية عززت خبراته في المجال التشريعي، ووسّعت من دائرة رؤيته الوطنية.
شارك الأمير ضمن لجنة الشؤون الأمنية، وكان له دور مهم في:
- دراسة السياسات الدفاعية والأمنية
- تحليل التحديات الاستراتيجية
- صياغة مخرجات تشريعية تعزز أمن المملكة واستقرارها

هذه التجربة زودته بخلفية قوية حول الواقع الأمني والتشريعي، وهو ما يعكس تكاملًا نادرًا بين العمل المدنيوالسياسي والعسكري.

## تعيينه نائب لأمير لمنطقة القصيم
صدر الأمر الملكي بتعيين الأمير فهد بن سعد بن فيصل بن سعد الأول آل عبدالرحمن آل سعود نائباً لأمير منطقة القصيم بالمرتبة الممتازة، في خطوة تعكس رؤية القيادة في اختيار كفاءات تجمع بين عمق الانتماء وروح التجديد، وتملك أدوات القيادة في زمن التحولات الكبرى.
| سبقه فهد بن تركي بن فيصل بن تركي آل سعود | نائب أمير منطقة القصيم 1446هـ - حتى الآن | تبعه حتى الآن |

## أسرته
ينتمي الأمير فهد بن سعد آل سعود / لعائلة الأمير سعد الأول بن عبد الرحمن بن فيصل آل سعود شقيق الملك عبدالعزيز بن عبدالرحمن بن فيصل آل سعود.